# Quadraspidiotus perniciosus
La cocciniglia di San José (Quadraspidiotus perniciosus Comstock, 1881) è un insetto Rincote della superfamiglia dei Coccoidea (famiglia Diaspididae). Deve il suo nome comune dalla città di San Jose, in California, dove Comstock lo studiò e classificò nel 1881.
Specie ormai cosmopolita, è ritenuta la cocciniglia più pericolosa del mondo.

## Storia
Fu probabilmente introdotta a San José nel 1870 da legname importato dalla Cina.
Nel 1890 si diffuse in tutta la California, nel 1895 il contagio si estese a molti vivai e frutteti, soprattutto negli stati dell'Est.
Charles Lester Marlatt fece indagini entomologiche in Cina, Giappone e nell'isola di Java nel 1901-02. È arrivata anche in Europa all'inizio del XX secolo, probabilmente tramite le imbarcazioni provenienti dalle Americhe.

## Caratteristiche
Questo insetto possiede uno scudetto protettivo, di colore grigiastro-plumbeo, allungato nei maschi e tondeggiante nelle femmine. Questi scudetti, detti anche follicoli, si sovrappongono al fine di formare strati spessi ed, a volte, impermeabili ai trattamenti fitosanitari.

## Danni
La Cocciniglia di San José provoca danni sugli organi legnosi, attraverso punture e la loro saliva determina delle alterazioni cromatiche rossastre, che evidenziano il sollevamento della scorza; in seguito i tessuti necrotizzano determinando deformazioni e disseccamenti sui rami. I gravi attacchi causano, invece, ingrossamenti degli strati dei follicoli, comportando asfissia sugli organi attaccati. Sulle foglie compaiono punteggiature necrotiche, che comportano, in certi casi, delle filloptosi. I frutti manifestano macchie rossastre con un puntino centrale di colore grigio; le macchie determinano il deprezzamento dei frutti.
Questo fitofago sverna come neanide e compie tre generazioni annuali.

## Metodi di lotta
A partire dal 1940, il Decreto Ministeriale ha dichiarato la lotta, contro il Quadraspidiotus perniciosus, obbligatoria, da effettuare in presenza di attacchi sulle Drupacee e sulle Pomacee.
La lotta chimica deve essere fatta in inverno o nelle fasi di rottura delle gemme. I prodotti da utilizzare sono: polisolfuri di calcio od oli bianchi attivati.
Gli interventi si possono fare anche in altri momenti:
- all'uscita delle neanidi di prima generazione, con clorpirifos-metile, dimetoato e buprofezin;
- all'uscita delle neanidi di terza generazione, a fine estate, con la caduta delle foglie.
In caso di infestazioni massicce, è molto utile effettuare spazzolature su tronchi.
La lotta biologica si basa sulla conservazione ambientale di Coccinellidi predatori, come: Chilocorus bipustulatus e Exochomus quadripustulatus.
Sempre nella lotta biologica, è previsto anche l'inserimento dell'Imenottero parassitoide Encarsia perniciosi, ormai ben acclimato in Italia dal 1932.